# Ancyluris
Ancyluris is een geslacht van vlinders uit de familie van de prachtvlinders (Riodinidae), onderfamilie Riodininae.
Ancyluris werd in 1819 voor het eerst wetenschappelijk beschreven door Hübner.

## Soorten
Ancyluris omvat de volgende soorten:
- A. aristodorus (Morisse, 1838)
- A. aulestes (Cramer, 1777)
- A. cacica (Felder, 1865)
- A. colubra (Saunders, 1859)
- A. etias (Saunders, 1859)
- A. eudaemon Stichel, 1910
- A. formosissima (Hewitson, 1870)
- A. gelisae Rebillard, 1958
- A. huascar (Saunders, 1859)
- A. inca (Saunders, 1850)
- A. jurgensenii (Saunders, 1850)
- A. meliboeus (Fabricius, 1776)
- A. melior Stichel, 1910
- A. miniola (H. Bates, 1868)
- A. mira (Hewitson, 1874)
- A. miranda (Hewitson, 1874)
- A. paetula Stichel, 1916
- A. pandama Saunders, 1847
- A. paramba D'Abrera, 1994
- A. pomposa Stichel, 1910
- A. pulchra (Hewitson, 1870)
- A. rubrofilum Stichel, 1909
- A. seitzi Lathy, 1932
- A. sepyra (Hewitson, 1877)
- A. silvicultrix Stichel, 1900
- A. tedea (Cramer, 1777)
- A. thaumasia Stichel, 1910